# EFAF Atlantic Cup 2012
La EFAF Atlantic Cup 2012 è stata la quarta edizione dell'omonimo torneo, disputata nel 2012. È stata organizzata dalla EFAF.
Ha avuto inizio il 23 giugno e si è conclusa il giorno seguente con la finale di Lelystad vinta per 12-0 dagli olandesi Lelystad Commanders sui belgi Brussels Tigers.
Al campionato hanno preso parte 4 squadre.

## Squadre partecipanti
| Club                             | Città     | Stadio | Sponsor ufficiale | Risultato nella stagione 2011      |
| -------------------------------- | --------- | ------ | ----------------- | ---------------------------------- |
| Brussels Tigers                  | Bruxelles |        |                   | Semifinalisti del campionato belga |
| Dublin Rebels                    | Dublino   |        |                   | Campioni d'Irlanda                 |
| Lelystad Commanders              | Lelystad  |        |                   | Vincitori della EFAF Atlantic Cup  |
| Luxembourg Steelers of Dudelange | Dudelange |        |                   |                                    |

## Tabellone
|  | Semifinali                       | Semifinali                       | Semifinali      |                 |                     | Finale                           | Finale                           | Finale               |  |
|  |                                  |                                  |                 |                 |                     |                                  |                                  |                      |  |
|  | Lelystad Commanders              | Lelystad Commanders              | 65              |                 |                     |                                  |                                  |                      |  |
|  | Lelystad Commanders              | Lelystad Commanders              | 65              |                 |                     |                                  |                                  |                      |  |
|  | Dublin Rebels                    | Dublin Rebels                    | 20              |                 |                     |                                  |                                  |                      |  |
|  | Dublin Rebels                    | Dublin Rebels                    | 20              |                 | Lelystad Commanders | Lelystad Commanders              | 12                               |                      |  |
|  |                                  |                                  |                 |                 | Lelystad Commanders | Lelystad Commanders              | 12                               |                      |  |
|  |                                  |                                  | Brussels Tigers | Brussels Tigers | 0                   |                                  |                                  |                      |  |
|  | Brussels Tigers                  | Brussels Tigers                  | Brussels Tigers | Brussels Tigers | 0                   | 30                               |                                  |                      |  |
|  | Brussels Tigers                  | Brussels Tigers                  |                 |                 |                     | 30                               |                                  |                      |  |
|  | Luxembourg Steelers of Dudelange | Luxembourg Steelers of Dudelange | 0               |                 |                     | Finale 3º - 4º posto             | Finale 3º - 4º posto             | Finale 3º - 4º posto |  |
|  | Luxembourg Steelers of Dudelange | Luxembourg Steelers of Dudelange | 0               |                 |                     |                                  |                                  |                      |  |
|  |                                  |                                  |                 |                 |                     |                                  |                                  |                      |  |
|  |                                  |                                  |                 |                 |                     | Dublin Rebels                    | Dublin Rebels                    | 44                   |  |
|  |                                  |                                  |                 |                 |                     | Dublin Rebels                    | Dublin Rebels                    | 44                   |  |
|  |                                  |                                  |                 |                 |                     | Luxembourg Steelers of Dudelange | Luxembourg Steelers of Dudelange | 0                    |  |

## Calendario

### Semifinali
| Lelystad 23 giugno 2012 | Brussels Tigers | 30 – 0 | Luxembourg Steelers of Dudelange |  |

| Lelystad 23 giugno 2012 | Lelystad Commanders | 65 – 20 | Dublin Rebels |  |

### Finale 3º - 4º posto
| Lelystad 24 giugno 2012 | Dublin Rebels | 44 – 0 | Luxembourg Steelers of Dudelange |  |

### Finale
| Lelystad 24 giugno 2012 | Lelystad Commanders | 12 – 0 | Brussels Tigers |  |

## Classifica
La classifica finale è la seguente:
- PCT = percentuale di vittorie, G = partite giocate, V = partite vinte, P = partite perse, PF = punti fatti, PS = punti subiti
- La vittoria finale è indicata in verde

| Pos. | Squadra                          | %V    | G | V | P | PF | PS |
| ---- | -------------------------------- | ----- | - | - | - | -- | -- |
| 1    | Lelystad Commanders              | 1.000 | 2 | 2 | 0 | 77 | 20 |
| 2    | Brussels Tigers                  | .667  | 2 | 1 | 1 | 30 | 12 |
| 3    | Dublin Rebels                    | .333  | 2 | 1 | 1 | 64 | 65 |
| 4    | Luxembourg Steelers of Dudelange | .000  | 2 | 0 | 2 | 0  | 74 |

## Verdetti
- Lelystad Commanders Vincitori della EFAF Atlantic Cup 2012